# Epanololo
L'epanololo è un betabloccante prodotto dalla Imperial Chemical Industries.

## Biosintesi
L'estere metil 4-benzilossifenilacetato è trattato con etilendiammina per dare l'ammide. Separatamente, il 2-cianofenolo reagisce con la epicloridrina e l'idrossido di sodio, producendo un derivato del benzonitrile. Il legame tra quest'ultimo e l'ammide, catalizzata dal riscaldamento del propanolo, genera un composto da cui successivamente viene rimosso, mediante idrogenazione catalitica, un gruppo protettivo benzile. Si ottiene in questo modo l'epanololo.